# Edmund Spenser
Edmund Spenser, född ca 1552–1553 i London, död 13 januari 1599 i London, var en engelsk poet och Poet Laureate (lagerkrönt skald). Spenser var på grund av sin iver att förinta den irländska kulturen en kontroversiell person.

## Liv
Spenser föddes omkring 1552–1553 och utbildades i London vid Merchant Taylors' School. Han for till Irland på 1570-talet under den elisabetanska återerövringen av landet för att få land och välstånd där.
Mellan 1579 och 1580 tjänade han i de engelska trupperna under det andra av Desmondupproren och belönades sedan med landområden i Cork som hade konfiskerats från rebeller från Munster. Bland hans bekanta i området fanns Walter Raleigh, som liksom Spenser, hade fått land i Munster.
Edmund Spenser försökte med sin poesi säkra en plats vid hovet, men allt han fick för sitt arbete var en pension 1591. Under större delen av sitt liv var han bosatt i Irland, bitter inte bara mot det engelska hovet, utan även mot sina grannar, irländarna, vars kultur han avskydde.
I början av 1590-talet författade Spenser en prosapamflett kallad ’’A View on the Present State of Ireland’’. Detta verk är ganska beryktat sedan det offentliggjordes i mitten av 1600-talet, även om det inte publicerades under Spensers livstid då det ansågs för provokativt. I pamfletten framhöll Spenser att Irland inte skulle kunna pacificeras helt förrän dess språk och kultur hade utplånats, med våld om det skulle bli nödvändigt,
Han föreslog den brända jordens taktik, så som han sett denna användas under Desmondupproren, för att skapa svält. Även om verket hålls högt som polemisk prosa och värderas som en historisk källa till synen på Irland under 1500-talet, ser man idag att det han förespråkade var folkmord. Spenser drevs ut från sitt hem av irländska rebeller under Nioårskriget 1598 och avled ungefär 46 år gammal 1599.

## Verk

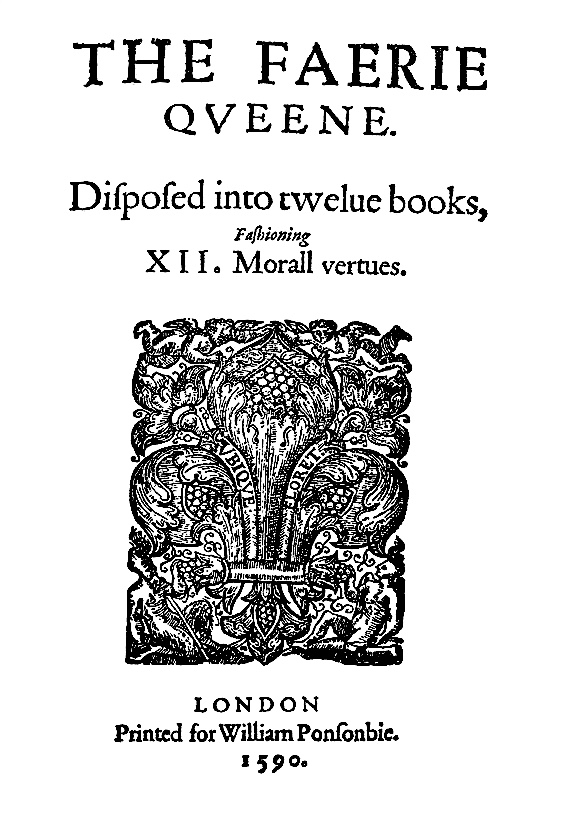
The Faerie Queene, utgiven 1590 av William Ponsonby.

Spensers mest kända verk är The Faerie Queene ["Älvdrottningen" el. "Älvornas drottning"], ett allegoriskt epos som delvis kan läsas som en hyllning till drottning Elisabeth I. Det består av sex böcker. Första delen utkom 1590, andra delen 1596. Verket är skrivet på ett versmått som uppfanns av Spenser själv, och som kallas spenserstrof. Verket finns inte tillgängligt i svensk översättning.